# Schizostigma
Schizostigma là một chi thực vật có hoa trong họ Thiến thảo (Rubiaceae).

## Loài
Chi Schizostigma gồm các loài: